# My Homies
Albums de Scarface
The Untouchable
(1997) The Last of a Dying Breed
(2000)
Singles
1. Homies & Thuggs
Sortie : 1998
2. Sex Faces
Sortie : 1998
3. Win Lose or Draw
Sortie : 1998

My Homies est le cinquième album studio de Scarface, sorti le 3 mars 1998.
L'album s'est classé 1er au Top R&B/Hip-Hop Albums et 4e au Billboard 200 et a été certifié disque de platine par la Recording Industry Association of America (RIAA) le 6 avril 1998.

## Liste des titres
| 1.  | Ma Homiez (Produit par Scarface, Mike Dean et Domo)                                              |                                                                   |                                                         | 5:49 |
| 2.  | Hustler (featuring Hoodlumz et F.L.A.J. – Produit par Mr. Lee)                                   | B. Ware, T. McCollum                                              |                                                         | 3:56 |
| 3.  | Do What You Do (featuring Bushwick Bill, K.B. et B-Legit. – Produit par Tone Capone)             | A. Gilmour, B. Jones, K. Brown                                    |                                                         | 3:08 |
| 4.  | Southside: Houston, Texas (featuring Devin the Dude et Tela – Produit par Scarface et John Bido) | B. Jordan, D. Copeland, J. Bido                                   | West Coast Poplock de Ronnie Hudson & The Street People | 4:35 |
| 5.  | Don't Testify (featuring Facemob et Hoodlumz – Produit par Scarface et Mr. Lee)                  | B. Jordan, H. Armstrong, J. Dorcy                                 |                                                         | 3:51 |
| 6.  | Homies & Thuggs (The Remix) (featuring Master P, Doracell et 2Pac – Produit par Scarface)        | B. Jordan, J. Hutchins, L. Smith, P. Miller, T. Shakur            | Friends de Whodini                                      | 5:39 |
| 7.  | The Geto (featuring Willie D, Ice Cube et K.B. – Produit par N.O. Joe)                           | B. Jordan, K. Brown, O. Jackson, W. Dennis                        | Ghetto: Misfortune's Wealth de The 24-Carat Black       | 5:20 |
| 8.  | Fuck Faces (featuring Too $hort, Tela et Devin the Dude – Produit par Scarface et Mike Dean)     | B. Jordan, D. Copeland, T. Shaw, W. Rogers                        |                                                         | 6:17 |
| 9.  | What's Goin' On (featuring A-G-2-A-Ke – Produit par 88-Keys)                                     | B. Jordan, G. Talley, K. Kinlow                                   | What's Going On de Marvin Gaye                          | 4:28 |
| 10. | 2 Real (featuring 3-2, UGK et F.L.A.J. – Produit par Scarface et Mr. Lee)                        | B. Jordan, B. Freeman, C. Butler, C. Barriere                     |                                                         | 4:43 |
| 11. | Rules 4 the Real Niggas (featuring Hoodlumz – Produit par Scarface et Mr. Lee)                   | B. Jordan, B. Ware, T. McCollum                                   |                                                         | 3:56 |
| 12. | Win Lose or Draw (featuring Johnny P., DMG et Lo-Ke – Produit par Scarface, Mike Dean, Mr. Lee)  | B. Jordan, H. Armstrong, T. McCollum                              |                                                         | 5:16 |
| 13. | Overnight (featuring Do or Die, Rock Roc et Snypaz – Produit par Joe Bythewood)                  | B. Jordan, D. Warren, R. Flynn, C. Paxton, D. Round, J. Bythewood |                                                         | 4:09 |
| 14. | Small Time (featuring Ghetto Twiinz – Produit par Mike Dean et Precise)                          | B. Jordan, L. Edwards, T. Jupiter                                 | Scarface des Geto Boys                                  | 3:57 |
| 15. | Krunch Time (featuring K.B. – Produit par Mike Dean)                                             | B. Jordan, K. Brown                                               |                                                         | 3:59 |

| 1.  | City Under Siege (featuring Facemob – Produit par Mr. Lee)                                      | B. Jordan, H. Armstrong, J. Dorcy, K. Brown                                 |                                          | 3:25 |
| 2.  | Do What You Want (featuring Devin the Dude – Produit par N.O. Joe et Jo Jo)                     | B. Jordan, D. Copeland, J. Hearne                                           |                                          | 4:27 |
| 3.  | Dog These Ho's (featuring E-Rock et C-Note – Produit par Scarface et Mr. Lee)                   | B. Jordan, C. Smith, E. Taylor                                              |                                          | 3:45 |
| 4.  | Boo Boo'n (featuring Devin the Dude – Produit par Domo)                                         | B. Jordan, D. Copeland, M. Poye                                             |                                          | 4:35 |
| 5.  | You Owe Me (featuring Facemob – Produit par Mr. Lee)                                            | B. Jordan, D. Copeland, H. Armstrong, J. Dorcy, K. Brown                    |                                          | 3:16 |
| 6.  | In My Blood (featuring Big Mike, DMG et Yukmouth – Produit par Mike Dean)                       | B. Jordan, H. Armstrong, J. Ellis, M. Barnett                               |                                          | 5:00 |
| 7.  | Sleepin' in My Nikes (featuring Seagram – Produit par Mike Dean)                                | B. Jordan, S. Miller                                                        |                                          | 4:24 |
| 8.  | Greed (Produit par N.O. Joe et Jo Jo)                                                           | B. Jordan, J. Hearne                                                        |                                          | 4:15 |
| 9.  | Who Run This (featuring 007 – Produit par Scarface et Mike Dean)                                | B. Jordan, A. Barnes                                                        |                                          | 4:46 |
| 10. | Cocaine (featuring A-G-2-A-Ke – Produit par 88-Keys)                                            | B. Jordan, G. Talley, K. Kinlow                                             |                                          | 3:59 |
| 11. | All Night Long (featuring F.L.A.J. – Produit par Scarface)                                      | B. Jordan, D. Hunter, D. Porter, G. Hunter, R. Buttrill                     | All Night Long des Mary Jane Girls       | 4:36 |
| 12. | Use These Ho's (featuring Devin the Dude et K.B. – Produit par Domo)                            | B. Jordan, D. Copeland, K. Brown, M. Poye                                   |                                          | 4:35 |
| 13. | Menace Niggas Never Die (featuring Menace Clan et Caine – Produit par Mr. Lee)                  | B. Jordan, D. Miller, W. Adams                                              |                                          | 3:43 |
| 14. | Homies & Thuggs (The Original) (featuring Master P et 2Pac – Produit par N.O. Joe et Mike Dean) | B. Jordan, P. Miller, T. Shakur                                             |                                          | 5:34 |
| 15. | Warriors (featuring Rag Tag – Produit par Rag Tag)                                              | B. Jordan, B. Coronado, C. Stevens, M. Weatherly, P. Martinez, T. Henderson | Extrait du film Les Guerriers de la nuit | 7:10 |